# 1 Batalion Drogowo-Mostowy
1 Dębliński batalion drogowo-mostowy im. Romualda Traugutta (1 bdm) – jednostka inżynieryjna podległa pod 2 Inowrocławski Pułk Inżynieryjny stacjonująca w XIX-wiecznej Twierdzy Dęblin.

## Przeznaczenie
1 batalion drogowo-mostowy jest jednostką inżynieryjną, przeznaczoną do przygotowania dróg manewru oraz budowy i odbudowy przepraw na wąskich i średnich przeszkodach wodnych.
Głównym zadaniem batalionu jest zapewnienie odpowiednich warunków do planowanego przemarszu wojsk. W operacjach lądowych może być wykorzystany do realizacji prac inżynieryjnych związanych z przygotowaniem i utrzymaniem dróg oraz urządzaniem przepraw wodnych. Utrzymuje w gotowości siły i środki do realizacji zadań związanych z zapobieganiem i likwidacją skutków klęsk żywiołowych oraz katastrof technicznych.

## Struktura
- dowództwo i sztab;
- kompania logistyczna;
- kompania pontonowa;
- kompania drogowo-mostowa;
- kompania mostowa;
- kompania budowy podpór mostowych;
- kompania ratownictwa inżynieryjnego;
- kompania dowodzenia
- 34 Patrol Rozminowania

## Historia
Na podstawie Rozkazu Dowódcy Śląskiego Okręgu Wojskowego z dnia 16 lutego 2007 roku w sprawie zmian organizacyjno-etatowych w jednostkach inżynieryjnych i komunikacji wojskowej Wojsk Lądowych, 1 batalion drogowo-mostowy sformowany został na bazie rozformowanego 1 pułku drogowo-mostowego i 5 batalionu ratownictwa inżynieryjnego. 1 stycznia 2008 roku batalion osiągnął gotowość do działania.

### Tradycje
1 batalion drogowo-mostowy dziedziczy tradycje:
- 1 Dęblińskiego pułku drogowo-mostowego im. gen. Romualda Traugutta (1995–2007);
- batalionu mostowego saperów (1919–1939);
- 7 pułku pontonowego (1951–1995);
- 60 Ośrodka Szkolno-Remontowego Wojsk Inżynieryjnych (1963–1995).

Po rozformowanym 1 pułku drogowo-mostowym batalion otrzymał wyróżniające miano „dębliński” oraz imię patrona gen. Romualda Traugutta.
Święto batalionu obchodzone jest 16 kwietnia w „Dniu Sapera”.
W dniu 15 kwietnia 1996 Prezydent RP, na wniosek Ministra Obrony Narodowej nadał 1 pułkowi drogowo-mostowemu sztandar ufundowany przez społeczeństwo miasta Dęblina i Puław. Uroczyste wręczenie sztandaru odbyło się w dniu 11 maja 1996 roku. Zgodnie z decyzją nr 640/MON z dnia 31 grudnia 2007 roku w sprawie przejęcia dziedzictwa tradycji sztandar przejął 1 batalion drogowo-mostowy.
Minister Obrony Narodowej Decyzją Nr 314/MON z dnia 13 sierpnia 2010 r. wprowadził oraz zatwierdził wzór odznaki pamiątkowej 1bdm.
Odznaka pamiątkowa

Odznaka nawiązuje do odznaki Batalionu Mostowego o wymiarach 4 × 4 cm i przedstawia krzyż maltański w kolorach czarnym i czerwonym. W centrum krzyża herb miasta Dęblin. Na ramionach krzyża znajdują się inicjały patrona batalionu Romualda Traugutta: na lewym – „R”, na prawym – „T”. Na górnym ramieniu umieszczono cyfrę „1”. Na dolnym ramieniu znajdują się litery „PDM”. Całość umieszczona jest w stylizowanym zarysie twierdzy w kolorze ciemnoczerwonym. Litery i cyfra na ramionach krzyża w kolorze złotym.
Oznaka rozpoznawcza

Tarcza posiadająca czarną obwódkę. Kolory – po prawej stronie – pole czarne, po lewej stronie – pole czerwone przedzielone ma ukos z prawa do lewej strony. Kolory symbolizują wojska inżynieryjne. W górnym lewym rogu cyfra „1”, na środku godło miasta Dęblin.
Proporczyk na beret

Reprezentuje barwy będące barwami wojsk inżynieryjnych czerwono-czarne. Symbolizują one przynależność batalionu i kontynuację tradycji tych wojsk. Na niej umieszczona odznaka pamiątkowa pułku.

## Dowódcy
- ppłk Roman Szydlik (1 stycznia 2008 – 11 marca 2011)
- mjr Stanisław Łasak (11 marca 2011 – 29 czerwca 2011 cz. p.o.)
- ppłk Adam Bednarczyk (29 czerwca 2011 – 31 stycznia 2019)
- mjr Artur Głuszec (1 stycznia 2019 – 3 lipca 2019 cz. p. o.)
- ppłk Jacek Zaniewski (3 lipca 2019 – obecnie)[4]